# Milwaukee Bucks 1982-1983
La stagione 1982-83 dei Milwaukee Bucks fu la 15ª nella NBA per la franchigia.
I Milwaukee Bucks vinsero la Central Division della Eastern Conference con un record di 51-31. Nei play-off vinsero la semifinale di conference con i Boston Celtics (4-0), perdendo poi la semifinale di conference con i Philadelphia 76ers (4-1).

## Roster
| N° | Naz.                   | Ruolo | Sportivo         | Anno | Alt. | Peso |
| -- | ---------------------- | ----- | ---------------- | ---- | ---- | ---- |
| 2  | Stati Uniti (bandiera) | GA    | Junior Bridgeman | 1953 | 196  | 95   |
| 4  | Stati Uniti (bandiera) | G     | Sidney Moncrief  | 1957 | 191  | 82   |
| 8  | Stati Uniti (bandiera) | GA    | Marques Johnson  | 1956 | 201  | 99   |
| 12 | Stati Uniti (bandiera) | G     | Phil Ford        | 1956 | 188  | 79   |
| 15 | Stati Uniti (bandiera) | G     | Charlie Criss    | 1948 | 5-8  | 75   |
| 16 | Stati Uniti (bandiera) | C     | Bob Lanier       | 1948 | 211  | 113  |
| 22 | Stati Uniti (bandiera) | G     | Armond Hill      | 1953 | 193  | 86   |
| 25 | Stati Uniti (bandiera) | GA    | Paul Pressey     | 1958 | 196  | 84   |
| 32 | Stati Uniti (bandiera) | GA    | Brian Winters    | 1952 | 193  | 84   |
| 36 | Stati Uniti (bandiera) | AC    | Dave Cowens      | 1948 | 206  | 104  |
| 41 | Stati Uniti (bandiera) | AC    | Sam Pellom       | 1951 | 206  | 102  |
| 42 | Stati Uniti (bandiera) | AC    | Harvey Catchings | 1951 | 206  | 99   |
| 43 | Stati Uniti (bandiera) | A     | Mickey Johnson   | 1952 | 208  | 86   |
| 45 | Stati Uniti (bandiera) | AC    | Paul Mokeski     | 1957 | 213  | 113  |
| 50 | Stati Uniti (bandiera) | A     | Steve Mix        | 1947 | 201  | 98   |
| 53 | Stati Uniti (bandiera) | C     | Alton Lister     | 1958 | 213  | 109  |

## Staff tecnico
- Allenatore: Don Nelson
- Vice-allenatori: John Killilea, Garry St. Jean